# Cheshmeh-ye Shafa
Cheshmeh-ye Shafa é uma cidade do Afeganistão, localizada na província de Balkh.